# Episodi di Sanford and Son (quarta stagione)
La quarta stagione della sit-com Sanford and Son è stata trasmessa negli Stati Uniti dal 13 settembre 1974. In Italia questa stagione è trasmessa in prima visione su Italia 1.
| nº | Titolo originale              | Titolo italiano | Prima TV USA      | Prima TV Italia |
| -- | ----------------------------- | --------------- | ----------------- | --------------- |
| 1  | The Surprise Party            |                 | 13 settembre 1974 |                 |
| 2  | Matchmaker, Matchmaker        |                 | 20 settembre 1974 |                 |
| 3  | Ol' Brown Eyes                |                 | 27 settembre 1974 |                 |
| 4  | Grady and His Lady            |                 | 4 ottobre 1974    |                 |
| 5  | There'll Be Some Changes Made |                 | 11 ottobre 1974   |                 |
| 6  | Going Out of Business         |                 | 18 ottobre 1974   |                 |
| 7  | Home Sweet Home               |                 | 25 ottobre 1974   |                 |
| 8  | My Kingdom for a Horse        |                 | 1º novembre 1974  |                 |
| 9  | Sanford and Niece             |                 | 8 novembre 1974   |                 |
| 10 | Julio and Sister and Nephew   |                 | 15 novembre 1974  |                 |
| 11 | Fred's Treasure Garden        |                 | 29 novembre 1974  |                 |
| 12 | Tower Power                   |                 | 6 dicembre 1974   |                 |
| 13 | A Little Extra Security       |                 | 13 dicembre 1974  |                 |
| 14 | The Merger                    |                 | 20 dicembre 1974  |                 |
| 15 | Once a Thief                  |                 | 27 dicembre 1974  |                 |
| 16 | The Stand-In                  |                 | 17 gennaio 1975   |                 |
| 17 | Strange Bedfellows            |                 | 24 gennaio 1975   |                 |
| 18 | The Masquerade Party          |                 | 31 gennaio 1975   |                 |
| 19 | Golden Boy                    |                 | 7 febbraio 1975   |                 |
| 20 | My Brother-In-Law's Keeper    |                 | 14 febbraio 1975  |                 |
| 21 | The Headache                  |                 | 21 febbraio 1975  |                 |
| 22 | The Stung                     |                 | 28 febbraio 1975  |                 |
| 23 | The Older Woman               |                 | 7 marzo 1975      |                 |
| 24 | The Over-the-Hill Gag         |                 | 14 marzo 1975     |                 |
| 25 | The Family Man                |                 | 25 aprile 1975    |                 |